# گروه خدای
گروه خدای (انگلیسی: Khoday Group) شرکت خوشه‌ای هندی است، که در سال ۱۹۰۶ تأسیس شد.